# The Wieners Circle

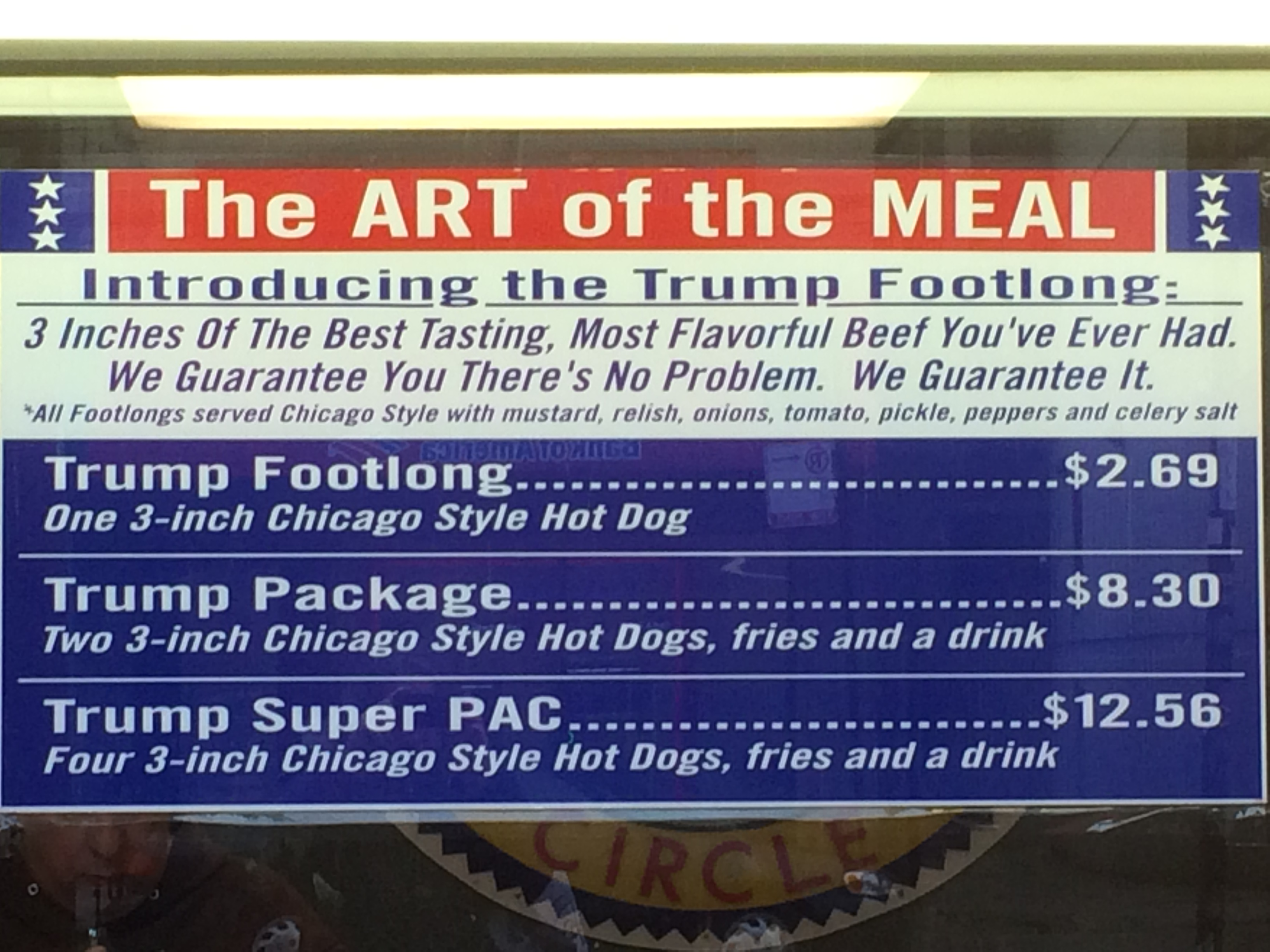
the 'Trump Footlong' menu in 2016

The Wieners Circle est un vendeur de hot-dogs à emporter de la ville de Chicago, dans l'Illinois.
L'enseigne est célèbre et emblématique de la ville de Chicago à plus d'un titre : Si un certain nombre de guides touristiques et de magazines vantent ses préparations, dont son typique hot-dog de Chicago, ses hamburgers et ses frites au cheddar fondu, le lieu semble également célèbre pour l'ambiance qui y règne les soirs et nuits de week-end, et notamment les rapports et le langage imagé qui semblent être d'usage entre les employés du magasins et les clients, ces derniers étant fréquemment, en ces heures nocturnes, sous l'effet de l'alcool,.
En mars 2016, le restaurant propose le "Trump footlong", un hot-dog de 7,5 cm (3 inch),,.